# مجید اسلامی
مجید اسلامی (زادهٔ ۱۳۴۲، تهران) روزنامه‌نگار، منتقد سینمایی و مترجم اهل ایران است.

## زندگی
اسلامی در سال ۱۳۴۲ در تهران به دنیا آمد. در رشتهٔ کارگردانی سینما از دانشگاه هنر تهران تحصیل کرد. از سال ۱۳۶۹ تا سال ۱۳۸۰ در مجلهٔ فیلم به عنوان منتقد فیلم فعالیت داشت که از این میان پنج سالش را دبیر بخش نقد بود. در همان ایام همکاری‌اش را با نشر نی آغاز کرد: چهار فیلم‌نامه ترجمه کرد، از جمله مرد سوم نوشتهٔ گراهام گرین و اورفه نوشتهٔ ژان کوکتو. رمان «در هزارتو» اثر آلن روب‌گری‌یه را ترجمه کرد. مجموعه نقدهایش را در کتابی به نام «مفاهیم نقد فیلم» به چاپ رساند و بیست عنوان کتاب از مجموعهٔ «صد سال سینما، صد فیلم‌نامه» را سرپرستی کرد. از سال ۱۳۸۲ سردبیری ماهنامهٔ فرهنگی-هنری «هفت» را به عهده داشت که در پایان سال ۱۳۸۶ انتشارش متوقف شد. او از سال ۱۳۸۷ تا ابتدای سال ۱۳۹۱ مدیریت انتشارات منظومهٔ خرد را بر عهده داشت، که کتاب‌هایی در زمینه‌های آموزشی و غیرآموزشی منتشر می‌کرد، از جمله کتاب "ترجمه‌ی تنهایی" مجموعه نوشته‌های سینمایی صفی یزدانیان و کتاب "در حضور دیگران" مجموعه نوشته‌های سینمایی نغمه ثمینی. در بین سال‌های ۱۳۹۰ الی ۱۳۹۶ مطالبی از او به طور منظم در نشریه‌ی همشهری۲۴ به چاپ می‌رسید.  او از سال ١۳۹۷ مدیریت گروه سینمای هنرستان هنرهای زیبای پسران را بر عهده دارد. در چهار دوره از دوره‌هایی که بخش بین‌الملل جشنواره فیلم فجر به صورت مستقل برگزار می‌شد (سال‌های ۹۶، ۹۷، ۹۸، ۱۴۰۰)، او به عنوان یکی از اعضای هیئت انتخاب فیلم‌ها در جشنواره حضور داشت.  وی موسس و سردبیر نشریه ادبی هنری "چهار" بوده که از سال ۹۶ در آن به تناوب داستان، پادکست و مطالبی درباره‌ی سینمای ایران و جهان منتشر شده. 

## فیلم‌شناسی
| عنوان            | سال انتشار | سمت              | کارگردان        |
| ---------------- | ---------- | ---------------- | --------------- |
| گرگ‌بازی          | ۱۳۹۶       | نویسندهٔ فیلم‌نامه | عباس نظام‌دوست   |
| یک، دو، یک       | ۱۳۹۰       | نویسندهٔ فیلم‌نامه | مانیا اکبری     |
| تهران ساعت ۷ صبح | ۱۳۸۱       | نویسندهٔ فیلم‌نامه | امیرشهاب رضویان |

### سینما
- مفاهیم نقد فیلم: تحلیل نئوفرمالیستی و مقالات دیگر. تهران: نشر نی، ۱۳۸۲. شابک ‎۹۶۴۳۱۲۶۷۰۶.
- کوکتو، ژان. اورفه. تهران: نشر نی، ۱۳۷۶. شابک ‎۹۷۸۹۶۴۳۱۲۳۲۳۹.
- گرین، گراهام. مرد سوم. تهران: نشر نی، ۱۳۷۷. شابک ‎۹۶۴۳۱۲۳۸۳۹.
- لینچ، دیوید. بزرگراه گم‌شده. تهران: نشر نی، ۱۳۷۹. شابک ‎۹۶۴۳۱۲۴۱۷۷.
- ریچی، دانلد. فیلم‌های آکیرا کوروساوا. تهران: نشر نی، ۱۳۷۹. شابک ‎۹۶۴۳۱۲۵۴۳۲ (ترجمه به همراه حمیدرضا منتظری).
- هارتلی، هال. آماتور: اشتیاق ماندگار. تهران: نشر نی، ۱۳۸۰. شابک ‎۹۶۴۳۱۲۵۹۶۳‬.
- تارکوفسکی، آندری. پنج فیلم‌نامه: (کودکی ایوان، سولاریس، استاکر، نوستالگیا، ایثار). تهران: نشر نی، ۱۳۸۲. شابک ‎۹۷۸۹۶۴۳۱۲۶۲۹۲ (ترجمه به همراه هادی چپردار، مژگان محمد، فردین صاحب‌الزمانی، نغمه ثمینی)

### ادبیات
- روب‌گری‌یه، آلن. در هزارتو. تهران: نشر نی، ۱۳۸۰. شابک ‎۹۶۴۳۱۲۵۹۱۲.
- وولف، ویرجینیا. لحظه‌های بودن: اتوبیوگرافی. تهران: انتشارات منظومهٔ خرد، ۱۳۹۰. شابک ‎۹۷۸۶۰۰۹۱۸۹۸۲۳‬‬.

### منتشر نشده
- فواره‌ها در باران: مجموعه داستان از نویسندگان مختلف از جویس تا موراکامی. تهران: انتشارات منظومهٔ خرد، ۱۳۹۰. شابک ‎۹۷۸۶۰۰۹۱۸۹۸۱۶.
- کاوارد، نوئل و دیوید لین. برخورد کوتاه. تهران: نشر نی، ۱۳۸۴. شابک ‎۹۶۴۳۱۲۸۱۵۶.